# Primo amore (film 1928)
Primo amore (Lonesome) è un film del 1928 diretto da Pál Fejös.

## Trama
A New York, Mary e John non si conoscono anche se entrambi vivono nella stessa pensione. Lei lavora come centralinista, lui è un operaio: una sera, a Coney Island, i due si incontrano e si innamorano l'uno dell'altra. Passano la serata insieme, ma, sulle montagne russe, a causa di un incendio, vengono separati dalla folla in fuga. Mary sviene e Joe, cercando di raggiungerla, viene fermato e portato alla stazione di polizia. Quando viene rilasciato, la ragazza è ormai scomparsa. Depressi perché nessuno dei due conosce il nome dell'altro, ognuno per proprio conto torna alla pensione. Scopriranno, con gioia, di essere vicini di casa.

## Produzione
Il film fu prodotto dall'Universal Pictures sotto la supervisione di Carl Laemmle Jr.

## Distribuzione
Il copyright del film, richiesto dalla Universal Pictures Corp., fu registrato il 26 giugno 1928 con il numero LP25404.
Il film - presentato da Carl Laemmle - fu distribuito dall'Universal Pictures il 20 giugno 1928 in versione muta  e il 30 settembre in versione sonora, presentato in prima a New York.

### Riconoscimenti
Nel 2010 è stato scelto per essere conservato nel National Film Registry della Biblioteca del Congresso degli Stati Uniti.